# Lawrence Oates
Căpitanul Lawrence Edward Grace („Titus”) Oates (n. 17 martie 1880, Putney, Londra – d. 16 martie 1912, Calota de gheață Ross, Antarctica) a fost un explorator englez al Antarcticii, cunoscut pentru felul în care a murit: în jur de 17 martie, Oates, într-o stare aparentă de luciditate, a ieșit din cort spunând (potrivit lui Robert Falcon Scott): „ies până afară și s-ar putea să stau ceva timp”. 